# Miss Detective
(Victor Melling)
Miss Detective (Miss Congeniality) è un film del 2000 diretto da Donald Petrie e interpretato da Sandra Bullock.
Nel 2005 ha avuto un sequel, Miss F.B.I. - Infiltrata speciale (Miss Congeniality 2: Armed & Fabulous).

## Trama
Nel 1982, una giovane Gracie Hart picchia un bullo per difendere il ragazzo che le piace, il quale però la respinge malamente in quanto si sente umiliato per essere stato salvato da una ragazzina.
Diciotto anni dopo, Gracie è diventata un'agente speciale dell'FBI dal carattere solitario e con modi da maschiaccio. Durante un'operazione contro dei mafiosi russi, disobbedisce agli ordini del suo capo per salvare un boss malavitoso sul punto di strozzarsi con un boccone di cibo, il che innesca una sparatoria nella quale un agente resta ferito; per punizione, Gracie viene retrocessa a un lavoro d'ufficio. Poco tempo dopo, l'FBI riceve una lettera minatoria da parte di un terrorista noto come "il Cittadino", che minaccia di far esplodere una bomba all'imminente 75º corso di bellezza annuale di Miss Stati Uniti, in Texas. Il caso viene affidato al partner di Gracie, Eric Matthews. Su suggerimento di Gracie, si decide di piazzare un agente sotto copertura all'evento e l'unica idonea risulta essere proprio Gracie, la quale accetta con molta riluttanza di sostituire la squalificata Miss New Jersey.
Gracie viene affidata all'altezzoso tutor Victor Melling, che le insegna come vestirsi, camminare e comportarsi. Sebbene inizialmente Gracie sia diffidente verso le concorrenti, ritenendole poco intelligenti e superficiali, finisce per fare amicizia con loro, in particolar modo con Cheryl Frasier, che rappresenta Rhode Island. 
Tra i sospettati finisce per risultare anche Cheryl, che in passato è stata un'attivista per i diritti degli animali. Durante una serata di festa con le concorrenti, Gracie cerca di far parlare Cheryl e scopre che la direttrice del concorso ed ex vincitrice Kathy Morningside sta per essere licenziata e, in passato, aveva conquistato il titolo solo dopo che la prima vincitrice era rimasta vittima di un'intossicazione alimentare. Gracie informa i suoi colleghi di quanto ha scoperto, ma apprende che il Cittadino è appena stato arrestato separatamente, quindi la missione è interrotta. Gracie ritiene che Kathy abbia falsificato la lettera minatoria del Cittadino, ma i colleghi non sono convinti e si preparano a lasciare il Texas. Mentre stanno per andarsene, Victor informa Eric che Frank, il viscido assistente di Kathy, è il figlio della donna, fatto che lei aveva nascosto all'FBI per la fedina penale sporca di Frank. Eric quindi rimane in Texas per aiutare Gracie con le indagini.
Durante l'esibizione finale, Gracie arriva al secondo posto, mentre Cheryl vince. Gracie realizza che la bomba è nella tiara, quindi la recupera mentre Eric cerca di impedire a Frank di far saltare l'esplosivo; Gracie riesce a lanciare la tiara poco prima che esploda. Kathy e Frank vengono arrestati, Eric chiede a Gracie di uscire e i due si baciano. Prima di andarsene, Cheryl e le altre concorrenti organizzano un saluto collettivo per Gracie, nominandola "Miss Simpatia".

## Produzione
La maggior parte del film è stata girata a Austin, Texas, anche se la vicenda è ambientata a New York e San Antonio. La sfilata è stata ripresa alla Bass Concert Hall presso la University of Texas a Austin, mentre l'hotel che ospita le concorrenti è l'Hyatt sul lago di Lady Bird, sempre a Austin.

## Colonna sonora
1. One in a Million - Bosson (3:30)
2. If Everybody Looked the Same - Groove Armada (3:40)
3. She's a Lady (The BT Remix) - Tom Jones (4:21)
4. Anywhere USA - P.Y.T (4:06)
5. Dancing Queen - A*Teens (3:50)
6. Let's Get It On - Red Venom (3:26)
7. Get Ya Party On - Baha Men (3:20)
8. None of Your Business - Salt 'N' Pepa (3:34)
9. Mustang Sally - Los Lobos (4:59)
10. Bullets - Bob Schneider (4:25)
11. Liquored Up and Lacquered Down - Southern Culture on the Skids (2:26)
12. Miss United States (Berman Brothers Mix) - William Shatner (3:38)
13. One in a Million (Bostrom Mix) - Bosson (3:33)

## Accoglienza

### Incassi
Il film è arrivato al quinto posto nel box office in Nord America. Guadagnando 13,853,686 dollari nel primo weekend, ha poi avuto un aumento del 5% la settimana dopo, abbastanza per far salire il film al terzo posto. Il film è stato un successo al botteghino, incassando più di 106,000,000 dollari negli Stati Uniti d'America e ha incassato oltre 212,700,000 dollari in tutto il mondo.

### Critica
Il film ha ricevuto un rating del 40% su Rotten Tomatoes e un 43% da Metacritic.

## Riconoscimenti
- 2001 - Golden Globe
  - Candidatura Miglior attrice in un film commedia o musicale a Sandra Bullock
  - Candidatura Miglior canzone originale (One in a Million)
- 2000 - Satellite Award
  - Candidatura Miglior attrice in un film commedia o musicale a Sandra Bullock
- 2001 - Bogey Awards
  - Bogey Award
- 2000 - BMI Film & TV Award
  - Miglior colonna sonora a Ed Shearmur
- 2001 - Blockbuster Entertainment Awards
  - Miglior attrice in un film commedia a Sandra Bullock
  - Miglior attore non protagonista in un film commedia a Benjamin Bratt
  - Candidatura Miglior attrice non protagonista in un film commedia a Candice Bergen
- 2001 - Teen Choice Awards
  - Miglior film commedia
  - Miglior candidata eliminata a Sandra Bullock, per l'eliminazione di Gracie Hart
  - Candidatura Miglior attrice in un film commedia a Sandra Bullock
  - Candidatura Miglior fischio a Sandra Bullock
- 2001 - American Comedy Awards
  - Attrice più divertente a Sandra Bullock
- 2001 - Canadian Comedy Awards
  - Candidatura Miglior performance maschile comica a William Shatner

## Edizioni home video
Il film era uscito in DVD nel 2001 e conteneva due commenti audio, alcune scene eliminate, il trailer teatrale e due documentari. Nel 2005 è uscita una edizione deluxe del film. È uscito una seconda volta nel 2009, come parte di una confezione doppia, con il sequel, Miss F.B.I. - Infiltrata speciale.

## Sequel
Il sequel, intitolato Miss F.B.I. - Infiltrata speciale, è uscito il 24 marzo 2005 ed è interpretato da Sandra Bullock, Regina King, Enrique Murciano, William Shatner, Ernie Hudson, Heather Burns, Diedrich Bader, e Treat Williams. Il seguito non è stato accolto dalla critica come il precedente, guadagnando solo 101,393,569 dollari su un budget di 45,000,000.
In Miss F.B.I. - Infiltrata speciale, Gracie Hart deve cercare di salvare Cheryl (Heather Burns) e Stan (William Shatner), con l'aiuto della sua guardia del corpo, l'agente dell'FBI Sam Fuller (Regina King).